# صعتر بري
الصعتر، الزعتر أو الصَّعْتَر البَرِّيّ أو الحَاشَا أو صَعْتَر الحَمِير أو الصَّعْتَرُ الجَبَلِيُّ أو الزَّعْتَرُ البَرِّيُّ أو زَعْتَرُ البَرِّ أو سعتر العَبْس أو السعتر الفارسي هو نوع نبات من جنس الزَّعْتَر من الفصيلة الشفوية. يعرف هذا النبات في فلسطين باسم الزعتر الفارسي أو الزحيف.

## الوصف
يكون ساق هذا النبات مرتفع نحو الأعلى، وأوراقه رفيعة الشكل وخضراء اللون ومحملة بالغدد الزيتية العطرية، يصل طول الأوراق ل 12 مم (0.47 بوصة).
أزهار هذا النبات لونها زهري ويصل طولها ل 10 مم (0.39 بوصة)، يكون شكلها مخروطي، وتزهر في أعلى الساق بالفترة التي ما بين منتصف وأواخر الصيف; تكون الزهور محمية بواسطة قنابات متداخلة، طولها 6 مم (0.24 بوصة)، والتي يكون لونها مائل للون الأحمر ومحاطة بالشعيرات.
في منطقة أوراسيا، ينبت نبات طفيلي من نوع حامول حول هذا النوع من الزعتر، هذا النبات الطفيلي يدعى حامول صعتري (الاسم العلمي:Cuscuta Epithymum)، ويتلفح هذا النبات الطفيلي برائحة الصعتر وهذا هو مصدر اسمه، الصعتري أو حامول صعتري.
يحتمل الصعتر البري (الاسم العلمي:Thymus capitatus)، مناطق اليو اس دي أ 7-10, (USDA 7-10).
يعتبر هذا النبات محمي في إسرائيل من قبل السلطات المسؤولة عن الطبيعة، وقطفه يعتبر مخالفة قانونية.

## صور

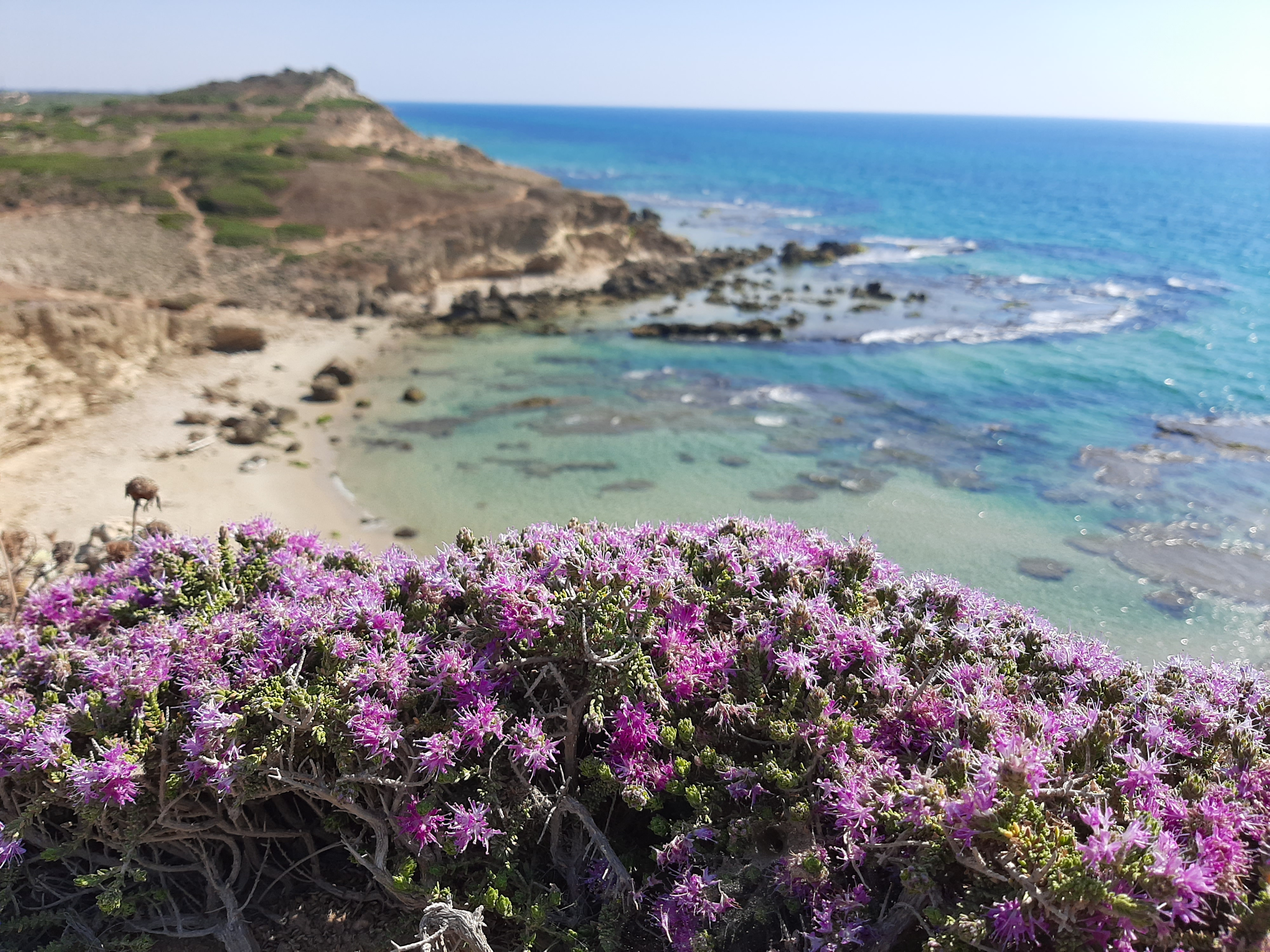
زعتر فارسي أو الزحيف، قبالة ساحل البحر الأبيض المتوسط في فلسطين